# Flagge Nordrhein-Westfalens
Die Flagge Nordrhein-Westfalens ist ein staatliches Hoheitszeichen. Sie ist die durch das nordrhein-westfälische Landes-Gesetz über die Landesfarben, das Landeswappen und die Landesflagge vom 10. März 1953 festgelegte Flagge des deutschen Landes Nordrhein-Westfalen. § 1 bestimmt zunächst:
„Die Landesfarben sind Grün-Weiß-Rot.“
Diese Farben sind eine Kombination der Provinzialfarben des Rheinlands (Grün-Weiß) und der Westfalenflagge (Weiß-Rot).
Zur Landesflagge sagt § 3:
„Die Landesflagge besteht aus drei gleich breiten Querstreifen, oben grün, in der Mitte weiß, unten rot. Das Verhältnis der Höhe zur Länge des Fahnentuches ist wie drei zu fünf.“
Die Landesdienstflagge, deren Führung ausschließlich den nordrhein-westfälischen Landesbehörden vorbehalten ist, wird in § 4 beschrieben:
„Die Dienstflagge der Landesbehörden ist die Landesflagge, die in der Mitte, etwas nach der Stange hin verschoben, in den grünen und roten Streifen je bis zu einem Fünftel übergreifend, das Landeswappen zeigt.“
Das Landeswappen vereint die Wappenbilder der drei Landesteile: den Rhein für das Rheinland, das Sachsenross für Westfalen und die Lippische Rose für das 1947 hinzugekommene ehemalige Land Lippe.
Die Landesdienstflagge darf ausschließlich von Dienststellen des Landes Nordrhein-Westfalen, dazu gehören auch Abordnungen von Dienststellen auf Dienstreise, verwendet werden. Die Verwendung durch Dritte ist ein Verstoß, der als Ordnungswidrigkeit geahndet werden kann, was Geldbuße, Pfändung oder Ersatzfreiheitsstrafe bedeutet.
Ähnliche Flaggen benutzten bereits Bewegungen der (1797 ausgerufenen aber nicht zustande gekommenen) Cisrhenanischen Republik und der (1923 ausgerufenen und ebenfalls nicht zustande gekommenen) Rheinischen Republik. 

Flagge der Rheinprovinz (1822–1946)
Flagge der Provinz Westfalen (1815–1946)
Flagge der (1797 ausgerufenen aber nicht zustande gekommenen) Cisrhenanischen Republik
Flagge Italiens
Flagge der (1923 ausgerufenen und ebenfalls nicht zustande gekommenen) Rheinischen Republik

Bis auf das Seitenverhältnis ähnelt die Landesflagge Nordrhein-Westfalen zwei nicht mehr offiziell gebräuchlichen Flaggen Irans, die 1906 bis 1925 und 1964 bis 1979 während der royalen Phasen (Schah) als Bürgerliche Flaggen (ziviler Gebrauch an Land) und Handelsflaggen (ziviler Gebrauch zu Wasser) genutzt wurden. Sie unterscheiden sich nur im Seitenverhältnis.
Die bürgerrechtliche und die politische Opposition innerhalb und außerhalb Irans nutzen die royalen Flaggen als Zeichen des Protests gegen die Islamische Republik Iran und ihre Gesetze.

~1:3  Bürgerliche und Handelsflagge Irans (1906–1925)
4:7  Bürgerliche und Handelsflagge Irans (1964–1979)

## Beflaggungstage in Nordrhein-Westfalen
In Nordrhein-Westfalen gibt es regelmäßige Beflaggungstage. Nach dem Gesetz über das öffentliche Flaggen haben an den vom Innenministerium bestimmten Tagen, die Dienststellen des Landes, der Gemeinden und der Gemeindeverbände sowie der übrigen Körperschaften, Anstalten und Stiftungen des öffentlichen Rechts in Nordrhein-Westfalen zu flaggen. Folgende Tage hat das Innenministerium von Nordrhein-Westfalen bestimmt:
- der 27. Januar als Tag des Gedenkens an die Opfer des Nationalsozialismus (halbmast),
- der 1. Mai als Tag des Friedens und der Völkerversöhnung (Tag der Arbeit),
- der 9. Mai als Europatag,
- der Jahrestag der Verkündung des Grundgesetzes (23. Mai),
- der Jahrestag des 17. Juni 1953,
- der Jahrestag des 20. Juli 1944,
- der Jahrestag des 23. August 1946 zur Erinnerung an die Gründung des Landes Nordrhein-Westfalen,
- der 3. Oktober als Tag der Deutschen Einheit,
- der Volkstrauertag (zweiter Sonntag vor dem ersten Advent, halbmast),
- die Tage allgemeiner Wahlen (Wahl zum Europäischen Parlament, zu Bundestags-, Landtags- und Kommunalwahlen)